# Złota klatka (część haremu)
Złota klatka (tur. kafes) – rodzaj luksusowego więzienia przeznaczony dla męskich potomków sułtana, niedziedziczących tronu ze względu na wiek, zapoczątkowany przez sułtana Ahmeda, który odmówił wydania rozkazu zabicia swojego młodszego brata Mustafy.

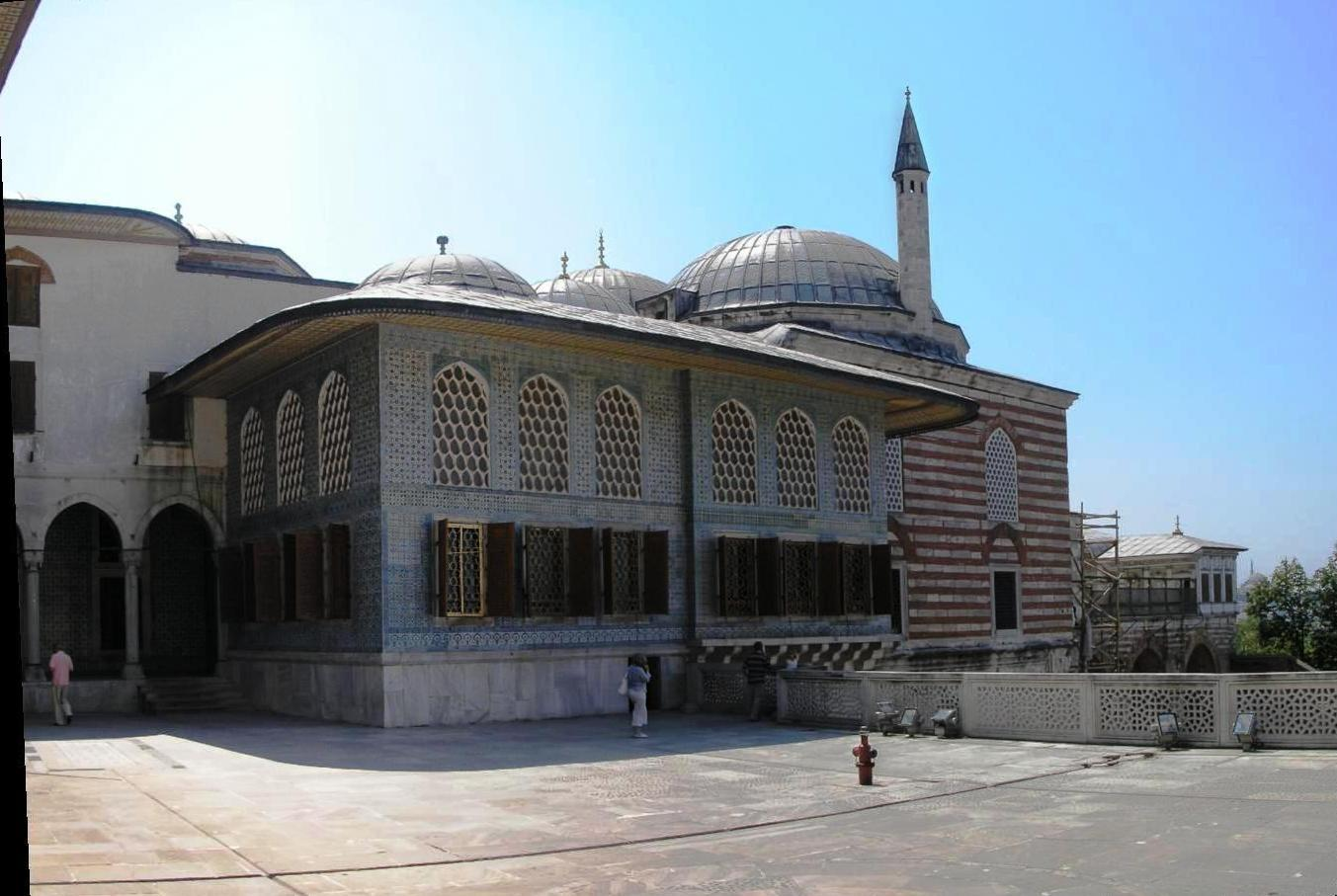
Apartamenty książęce w pałacu Topkapı Sarayı, zwane „klatką”

Były to znajdujące się w najdalszej części haremu apartamenty; dostęp do nich mieli jedynie nieliczni: głównie matka lub niania, a także kilkoro niemych sług, ale nikt, kto był zamknięty w złotej klatce, nie mógł pod żadnym pozorem wychodzić na zewnątrz. Wejście do apartamentów było zamurowane, a jedzenie, napoje i opium, traktowane jako remedium na beznadzieję owej egzystencji podawano przez zakratowane okno. W dodatku, aby móc komunikować się z głuchoniemymi niewolnikami, którzy mogli przebywać w apartamentach, więzień musiał nauczyć się podstaw języka migowego. Kobiety, które miały tam wstęp, nie mogły współżyć z książętami z obawy o to, że spłodziliby oni kolejnych pretendentów do sułtańskiego tronu.